# Baszki (obwód smoleński)
Baszki (ros. Башки) – wieś (ros. деревня, trb. dieriewnia) w zachodniej Rosji, w osiedlu wiejskim Titowszczinskoje rejonu diemidowskiego w obwodzie smoleńskim.

## Geografia
Miejscowość położona jest przy drogach regionalnych 66K-28 (R120 – Rudnia – Diemidow) i 66N-0524 (Baszki / 66K-28 – Gury – Kraśki), 15 km od centrum administracyjnego osiedla wiejskiego (Titowszczina), 18 km od centrum administracyjnego rejonu (Diemidow), 60 km od stolicy obwodu (Smoleńsk), 20,5 km od granicy z Białorusią.
W granicach miejscowości znajdują się ulice: Glinianaja, Polewaja, Żarkowa.

## Demografia
W 2010 r. miejscowość zamieszkiwało 14 osób.

## Historia
W czasie II wojny światowej od lipca 1941 roku dieriewnia była okupowana przez hitlerowców. Wyzwolenie nastąpiło we wrześniu 1943 roku.
Na mocy uchwały z dnia 28 maja 2015 roku wszystkie miejscowości (w tym Baszki) zlikwidowanej jednostki administracyjnej Życzickoje weszły w skład osiedla wiejskiego Titowszczinskoje.